# Jaime Sala
Jaime Sala Moltó (Cocentaina, Alicante, 24 de mayo de 1871 - Madrid, 18 de febrero de 1914) fue un fraile franciscano, sacerdote y escritor español.

## Biografía
Ingresó muy joven en la provincia franciscana de Valencia e hizo el noviciado en Santo Espíritu del Monte (Gilet). Profesó el 25 de mayo de 1887. Estudió Filosofía y Teología y se ordenó sacerdote en 1895. Leyó asiduamente la Biblia, los Santos Padres y los escritos y biografías de San Francisco, pero en él fue determinante la lectura de las obras de Marcelino Menéndez y Pelayo. Tuvo varios cargos en su orden (Lector de Teología, Definidor Interprovincial en Madrid, Definidor general, Cronista de su provincia, Guardián de distintos conventos...) y se distinguió como orador sacro (predicó cuaresmas en la Catedral de Teruel (1904), Jávea (1905 y 1906) y Sagunto (1913), además de organizar ejercicios espirituales en varios conventos y en Benisa y Manzanera). Fue asimismo un buen organista y asistió a las clases del pianista y compositor turolense fray Joaquín Abad. Participó en la fundación de la revista Archivo Ibero-Americano, cuyo primer número se imprimió en enero de 1914. Tras pasar por los conventos de Teruel, Benisa (Alicante) y Pego (Alicante), fue destinado al Convento de San Fermín de los Navarros de Madrid, donde falleció demasiado tempranamente el 18 de febrero de 1914.

## Obras
Se propuso promover el estudio del franciscanismo en España y consiguió reimprimir la obra de la mística franciscana clásica: fray Diego Murillo, fray Juan de los Ángeles, fray Alonso de Madrid, etcétera. Para ello se carteó con el citado Menéndez Pelayo, Francisco Rodríguez Marín, Paul Sabatier, Conrado Muñoz, Miguel Mir y otros. Sin embargo, su obra de más enjundia fue la primera traducción y edición de los escritos completos de San Francisco de Asís en español: Obras completas del B. P. Francisco de Asís... (Teruel, 1902). También editó los Opúsculos de San Pascual Bailón (Toledo, 1911) e hizo una edición de las Florecillas (Madrid, 1913, muy reimpresas), entre otras obras, que hubieran sido más si no se lo hubiera llevado la muerte en plena madurez.